# Wahlkreis Leipzig VIII
Der Wahlkreis  Leipzig VIII war ein Landtagswahlkreis zur Landtagswahl in Sachsen 1990, der ersten Landtagswahl nach der Wiedergründung des Landes Sachsen. Er hatte die Wahlkreisnummer 12. Für die Landtagswahlen 1994 wurde auch infolge der Kreisreform die Wahlkreisstruktur verändert, zudem wurde die Zahl der Wahlkreise von 80 auf 60 verringert. Das Gebiet des Wahlkreises Leipzig VIII wurde Teil einer der sechs Wahlkreise auf Leipziger Stadtgebiet.
Das Wahlkreisgebiet umfasste den Stadtbezirk West II mit den Wohnbezirken 730 bis 755.

## Ergebnisse
Die Landtagswahl 1990 fand am 14. Oktober 1990 statt und hatte folgendes Ergebnis für den Wahlkreis Leipzig VIII:
| Direktkandidat  | Partei (Kürzel) | Erststimmen (%) | Zweitstimmen (%) |
| --------------- | --------------- | --------------- | ---------------- |
|                 | DA              | -               | 00,4             |
| Volker Schimpff | CDU             | 38,3            | 39,0             |
|                 | Chr. L          | -               | 00,1             |
|                 | DBU             | 00,5            | 00,4             |
|                 | DSU             | 03,0            | 02,3             |
|                 | F.D.P.          | 06,1            | 06,2             |
|                 | LL-PDS          | 16,1            | 15,2             |
|                 | NPD             | -               | 00,5             |
|                 | FORUM           | 10,1            | 08,1             |
|                 | RAP             | -               | 00,1             |
|                 | SHB             | -               | 00,1             |
|                 | SPD             | 26,0            | 27,6             |

Es waren 52.039 Personen wahlberechtigt. Die Wahlbeteiligung lag bei 65,0 %. Von den abgegebenen Stimmen waren 2,0 % ungültig. Als Direktkandidat wurde Volker Schimpff (CDU) mit 38,3 % aller gültigen Stimmen gewählt.